# Distrito histórico de Luverne
El Distrito histórico de Luverne es un distrito histórico de 100 acres (40,5 ha) de extensión ubicado en Luverne, Alabama, Estados Unidos.

## Descripción
El distrito cuenta con 161 edificios contribuyentes y está aproximadamente delimitado por 1st St., 6th St. y por las avenidas Legrande, Glenwood, Folmar y Hawkins. Incluye obras de los arquitectos Earl G. Lutz y Algernon Blair así como muestras de la arquitectura Reina Ana y Bungalow/Craftsman.
El distrito incluye al Palacio de Justicia del Condado de Crenshaw construido en 1972, como un recurso no contributivo. Fue incluido en el Registro Nacional de Lugares Históricos en 2005.